# العلاقات السورينامية النيكاراغوية
العلاقات السورينامية النيكاراغوية هي العلاقات الثنائية التي تجمع بين سورينام ونيكاراغوا.

## مقارنة بين البلدين
هذه مقارنة عامة ومرجعية للدولتين:
| وجه المقارنة                                              | سورينام                        | نيكاراغوا        |
| --------------------------------------------------------- | ------------------------------ | ---------------- |
| المساحة (كم2)                                             | 163.27 ألف                     | 130.38 ألف       |
| عدد السكان (نسمة)                                         | 563.40 ألف                     | 6.22 مليون       |
| الكثافة السكانية (ن./كم²)                                 | 3.45                           | 47.71            |
| العاصمة                                                   | باراماريبو                     | ماناغوا          |
| اللغة الرسمية                                             | اللغة الهولندية                | اللغة الإسبانية  |
| العملة                                                    | دولار سورينامي، غيلدر سورينامي | كوردبا نيكاراغوا |
| الناتج المحلي الإجمالي (بليون دولار)                      | 3.32 مليار                     | 13.81 مليار      |
| الناتج المحلي الإجمالي (تعادل القوة الشرائية) بليون دولار | 9.07 مليار                     | 31.63 مليار      |
| الناتج المحلي الإجمالي الاسمي للفرد دولار أمريكي          | 9.48 ألف                       | 2.09 ألف         |
| الناتج المحلي الإجمالي للفرد دولار أمريكي                 | 16.64 ألف                      | 4.92 ألف         |
| مؤشر التنمية البشرية                                      | 0.714                          | 0.631            |
| رمز المكالمات الدولي                                      | +597                           | +505             |
| رمز الإنترنت                                              | .sr                            | .ni              |
| المنطقة الزمنية                                           | 00                             | 00               |

## منظمات دولية مشتركة
يشترك البلدان في عضوية مجموعة من المنظمات الدولية، منها:
| علم المنظمة | اسم المنظمة                                                          | تاريخ انضمام سورينام | تاريخ انضمام نيكاراغوا |
| ----------- | -------------------------------------------------------------------- | -------------------- | ---------------------- |
|             | يونسكو                                                               | 16 يوليو 1976        | 22 فبراير 1952         |
|             | وكالة ضمان الاستثمار متعدد الأطراف                                   | 2 يوليو 2003         | 12 يونيو 1992          |
|             | الأمم المتحدة                                                        | 4 ديسمبر 1975        | 24 أكتوبر 1945         |
|             | وكالة حظر الأسلحة النووية في أمريكا اللاتينية ومنطقة البحر الكاريبي ‏ | ?                    | ?                      |
|             | الاتحاد البريدي العالمي                                              | ?                    | ?                      |
|             | البنك الدولي للإنشاء والتعمير                                        | 27 يونيو 1978        | 14 مارس 1946           |
|             | الاتحاد الدولي للاتصالات                                             | 15 يوليو 1976        | 12 مايو 1926           |
|             | منظمة حظر الأسلحة الكيميائية                                         | ?                    | ?                      |
|             | مؤسسة التمويل الدولية                                                | 1 سبتمبر 2011        | 20 يوليو 1956          |
|             | منظمة التجارة العالمية                                               | ?                    | ?                      |
|             | منظمة الشرطة الجنائية الدولية                                        | ?                    | ?                      |

## وصلات خارجية
- موقع وزارة الخارجية السورينامية
- موقع وزارة الخارجية النيكاراغوية